# Aphis dolichii
Aphis dolichii är en insektsart. Aphis dolichii ingår i släktet Aphis och familjen långrörsbladlöss. Inga underarter finns listade i Catalogue of Life.